# 临城街道 (兴化市)
临城街道是中华人民共和国江苏省泰州市兴化市下辖的一个街道办事处。
2016年12月3日，江苏省人民政府批复同意撤销临城镇，以原临城镇行政区域和原昭阳镇的南阳、安州、双潭、阳山、冷家、开创、开拓、开明、开泰、开富、开放、开源、开发、向阳14个村委会区域设立临城街道，办事处驻经一路19号。

## 行政区划
临城街道下辖以下村级行政区划单位：
城南社区、大王村、刘陆村、朱中村、西浒村、花沈村、三王村、南娄子村、新银村、姜家村、郭家村、陆横村、任家村、临东村、老阁村、十里村、八里村、陈口村、宣扬村、袁舍村、三赵村、王梅村、陈里村、秦家村、古庄村、瓦庄村、曹垛村、砖场村、南阳村、阳山村、安洲村、双潭村、冷家村、开创村、开拓村、开明村、开泰村、开富村、开放村、开源村、开发村和向阳村。